# Chiloglanis elisabethianus
Chiloglanis elisabethianus är en fiskart som beskrevs av Boulenger, 1915. Chiloglanis elisabethianus ingår i släktet Chiloglanis och familjen Mochokidae. IUCN kategoriserar arten globalt som sårbar. Inga underarter finns listade i Catalogue of Life.